# Aeroportul Charlottetown
Aeroportul Charlottetown (IATA: YYG, ICAO: CYYG) este un aeroport din Insula Prințului Edward, Canada ce deservește zona Charlottetown. Aeroportul a fost tranzitat în 2023 de 402.686 de pasageri. A fost deschis în 1938 și numit după zona deservită.
Situat la o altitudine de 49 m, aeroportul dispune de o singură pistă. Este operat de Transport Canada⁠(d).